# Club Ferro Carril Oeste
El Club Ferro Carril Oeste és un club esportiu, destacat en futbol, argentí de la ciutat de Buenos Aires.

## Història

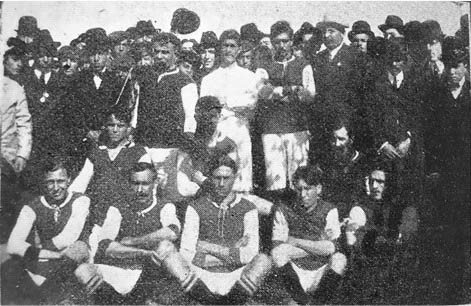
Ferro Carril Oeste el 1907, amb l'uniforme grana i blau basat en el de l'Aston Villa.

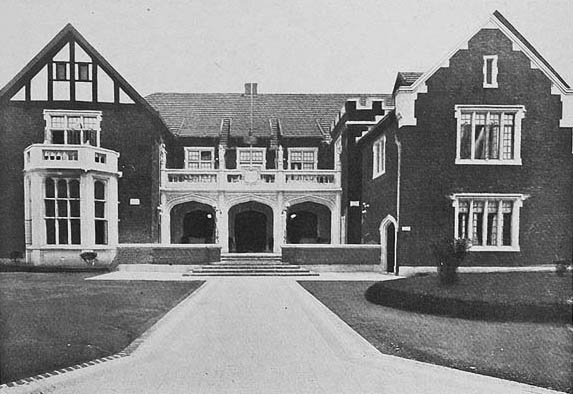
Seu del club el 1930.

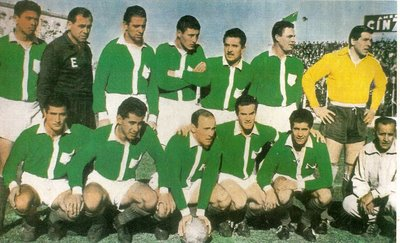
Equip del 1958 campió de Primera B.

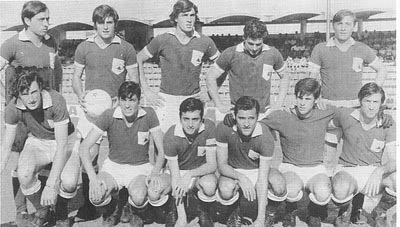
Equip que retornà a primera el 1970.

El club va ser fundat el 28 de juliol de 1904 per 95 treballadors del ferrocarril de Buenos Aires del barri de Caballito.
El 1907 s'uniren a la segona divisió amateur argentina i el 1912 guanyaren la promoció a la primera divisió després de derrotar el Racing Club de Avellaneda a la final final. El 1947 fou relegat a segona per tornar a primera dos anys després. La seva època daurada la visqué als anys vuitanta on guanyà dos títols de la màxima categoria.
El seu derbi és el Clásico del Oeste disputat enfront Vélez Sársfield. Disposa de seccions professionals de basquetbol i voleibol, a més del futbol.

## Palmarès
- 2 Lliga argentina de futbol: Nacional 1982, Nacional 1984
- 5 Lliga argentina de segona divisió: 1912, 1958, 1963, 1970, 1978
- 1 Lliga argentina de tercera divisió: 2002/03

## Jugadors destacats
| - Óscar Acosta - Carlos Arregui - Héctor Arregui - Roberto Ayala - Carlos Barisio - Germán Burgos - Carlos Chaile - Héctor Cúper - Delfín Benítez Cáceres - Alejandro Débole - Juan Eduardo Esnáider - Enrique Gainzarain - Bernardo Gandulla - Óscar Garré | - Miguel Juárez - Carlos Michel Lopes Vargas - Néstor Lorenzo - Alberto Márcico - Silvio Marzolini - José Manuel Moreno - Gustavo Reggi - Juan Domingo Rocchia - Antonio Roma - Gerónimo Saccardi - Cristian Tula - Sergio Vázquez - Carlos Vidal |

## Evolució de l'uniforme
| 1904–07 | 1907–11 | 1911–present |

Edicions especials
| 1952 | 1966 | 1974 |

## Altres seccions

### Voleibol
Iniciat el 1953, als anys 60 assoleix la màxima categoria. Alguns jugadors destacats foren Hugo Conte, Waldo Kantor, Esteban Martinez, Carlos Getzelevich i Daniel Castellani. Entre els seus títols més destacats destaquen:
- Primera divisió: 1977, 1980, 1981, 1983, 1984, 1985
- Copa Morgan: 1966, 1977, 1977, 1983, 1984, 1985, 1986
- Campionat sud-americà: 1987, 1998

### Voleibol femení
Iniciat el 1953, arribà a primera divisió el 1957. Entre els seus títols més destacats destaquen:
- Primera divisió: 1979, 1980, 1981, 1982, 1983, 1984, 1985, 1990
- Copa Morgan: 1977, 1978, 1980, 1981, 1983, 1984, 1986, 1987, 1988, 1998, 2004

### Basquetbol
Els anys vuitanta foren els millors de l'equip masculí de basquetbol de Ferro. En aquells anys guanyà 3 lligues argentines (1985, 1986 i 1989) i 3 campionats sud-americans (1981, 1982 i 1987). L'any 2004 descendí a segona divisió (Torneo Nacional de Ascenso). Entre els jugadors més destacats cal esmentar Miguel Cortijo, Luis Oroño, Sebastián Uranga, Javier Maretto, Diego Maggi, Daniel Aréjula, Horacio López, Luis Scola o els americans Berry, Terry, Wingo, Amos i Thomas.